# Kevin Hart
Kevin Hart (celým jménem Kevin Darnell Hart; * 6. července 1979 Filadelfie, Pensylvánie, USA) je americký herec, stand-up komik a televizní producent. Je známý díky svým rolím ve filmové sérii Jumanji. Hrál také v mnoha filmech a televizních seriálech a podílel se i na tvorbě několika písní.

## Životopis
Narodil se 6. července roku 1979 ve Filadelfii v USA, kde také prožil své dětství. Má staršího bratra Roberta. Vyrůstal pouze se svou matkou Nancy, která pracovala jako úřednice na Pensylvánské univerzitě. Jeho otec byl závislý na kokainu a tak mu nebyl oporou. Kevin se zmínil, že v té době používal humor jako masku, kterou zakrýval problémy své rodiny. Po absolvování střední školy se přestěhoval do New Yorku a poté do Brocktonu v Massachusetts, kde pracoval jako prodavač obuvi. Později se začal věnovat i stand-up komedii a vystupoval v nočním klubu ve Filadelfii. Zde vystupoval pod přezdívkou ''Lil Kev''.
V hraní stand-up comedy ho inspirovali např. Eddie Murphy, Chris Rock, Bill Cosby nebo George Carlin.
Později se dostal i do televizních pořadů, filmů a seriálů např. Zásnuby na dobu neurčitou (2012), Mysli jako on (2012), Jízda švárů (2014), Jumanji: Vítejte v džungli (2017), Jumanji: Další level (2019).
Kevin Hart má 3 děti, dva syny a jednu dceru. V roce 2003 se oženil s Torrei Hart, se kterou se v roce 2011 rozvedl. O 5 let později se vzali s Eniko Parrish a mají spolu syna.

## Filmografie

### Film
| Rok  | Název                               | Role                       | Poznámky                       |
| ---- | ----------------------------------- | -------------------------- | ------------------------------ |
| 2002 | Papíroví vojáci                     | Shawn                      |                                |
| 2003 | Scary Movie 3                       | CJ                         |                                |
| 2003 | Death of a Dynasty                  | Více rolí                  |                                |
| 2004 | Riskni to s Polly                   | Vic                        |                                |
| 2004 | Perfektní servis                    | Nashawn Wade               |                                |
| 2005 | 40 let panic                        | zákazník                   |                                |
| 2005 | V jednom kole                       | Busta                      |                                |
| 2006 | Scary Movie 4                       | CJ                         |                                |
| 2006 | The Last Stand                      | F Stop/G Spot              |                                |
| 2007 | Velkej biják                        | Silas                      |                                |
| 2008 | Bláznovo zlato                      | Bigg Bunny                 |                                |
| 2008 | Superhrdina                         | Trey                       |                                |
| 2008 | Nejtajnější přání                   | Barry                      |                                |
| 2008 | Meet Dave                           | číslo 17                   |                                |
| 2008 | Tvrďák Taylor                       | Prodejce v zastavárně      |                                |
| 2009 | Na rozcestí                         | Tree                       |                                |
| 2010 | Something Like a Business           | JoJo                       |                                |
| 2010 | Horší než smrt                      | Brian                      |                                |
| 2010 | Fotři jsou lotři                    | zdravotní bratr Louis      |                                |
| 2011 | 35 and Ticking                      | Cleavon                    |                                |
| 2011 | Kevin Hart: Laugh at My Pain        | Sám sebe                   | Stand-up film                  |
| 2011 | Let Go                              | Kris Styles                |                                |
| 2012 | Zásnuby na dobu neurčitou           | Doug                       |                                |
| 2012 | Mysli jako on                       | Cedric                     |                                |
| 2012 | Exit Strategy                       | manekýn                    |                                |
| 2013 | Apokalypsa v Hollywoodu             | Sám sebe                   |                                |
| 2013 | Kevin Hart: Let Me Explain          | Sám sebe                   | Stand-up film                  |
| 2013 | Zpátky do ringu                     | Dante Slate, Jr.           |                                |
| 2014 | Jízda švárů                         | Ben Barber                 |                                |
| 2014 | Ohledně minulé noci                 | Bernie                     |                                |
| 2014 | Mysli taky jako chlap               | Cedric                     |                                |
| 2014 | School Dance                        | OG Pretty Lil' Thug        |                                |
| 2014 | Pět nejlepších                      | Charles                    |                                |
| 2015 | Dokonalý svědek s.r.o.              | Jimmy Callahan/Bic Mitchum |                                |
| 2015 | Zocelovací kúra                     | Darnell Lewis              |                                |
| 2016 | Ride Along 2                        | Ben Barber                 |                                |
| 2016 | Central Intelligence                | Calvin Joyner              |                                |
| 2016 | Tajný život mazlíčků                | Snížek (hlas)              |                                |
| 2016 | Kevin Hart: What Now?               | Sám sebe                   | Stand-up film                  |
| 2017 | Kapitán Bombarďák ve filmu          | hlas George Bearda         | také autor písně "Saturday"    |
| 2017 | Nedotknutelní                       | Dell Scott                 |                                |
| 2017 | Jumanji: Vítejte v džungli!         | Franklin "Myš" Finbar      |                                |
| 2018 | Night School                        | Teddy Walker               | také producent a scenárista    |
| 2019 | Kevin Hart's Guide to Black History | Sám sebe                   | komediální speciál od Netflixu |
| 2019 | Kevin Hart: Irresponsible           | Sám sebe                   | komediální speciál od Netflixu |
| 2019 | Tajný život mazlíčků 2              | Snížek (hlas)              |                                |
| 2019 | Rychle a zběsile: Hobbs a Shaw      | Dinkley                    |                                |
| 2019 | Jumanji: Další level                | Franklin "Myš" Finbar      |                                |
| 2021 | Otcovství                           | Matt                       | také producent                 |
| 2021 | The One and Only Dick Gregory       | Sám sebe                   | také výkonný producent         |
| 2022 | Muž z Toronta                       | Teddy                      |                                |
| 2022 | DC Liga supermazlíčků               | Ace (hlas)                 |                                |